# Formazioni Comuniste Armate
Le Formazioni Comuniste Armate, F.C.A., o Formazioni Armate Comuniste, F.A.C., furono una organizzazione armata terroristica di sinistra, composta da varie organizzazioni comuniste che erano già esistenti e che si unirono per compiere azioni armate in nome dell'idea comunista, portando avanti le tesi della lotta di classe e della rivoluzione proletaria, compiendo azioni contro ditte capitaliste, carabinieri, ed enti statali considerati capitalisti. Nacquero nel Lazio nel 1975 e furono attive fino al 1977,quando si unirono alle Brigate Rosse.

## Gli ideali e gli obbiettivi
Le Formazioni Comuniste nacquero da una scissione di Potere Operaio, e decisero di passare alla lotta armata, ispirandosi all'idea della sinistra operaista e dell'esperienze della guerriglia dei viet cong in Indocina, e della esperienza guerrigliera di Fidel Castro e Che Guevara, e decisero di portare la lotta armata per il comunismo anche in Italia. Le Formazioni Comuniste erano poi composte da varie organizzazioni ed erano:
- Lotta Armata per il Comunismo
- Lotta Armata per il Poter Operaio
- Lotta Armata per il Potere Proletario
- Squadre Proletarie Territoriali

le quali compiendo azioni armate di vario tipo dal sabotaggio delle strutture industriali capitaliste al ferimento di vari imprenditori e membri di compagnie petrolifere internazionali presenti in Italia.

## Azioni principali
La prima azione compiuta da questa organizzazione fu l'incendio di uno stabilimento petrolifero della Texaco presente a Firenze nell'aprile del 1976, dove lasciarono volantini in cui accusarono le ditte petrolifere di speculare sul prezzo del petrolio ai danni dei ceti popolari. Dopo qualche mese, le Formazioni Comuniste compiono un altro attentato a Roma, dove sparano a Giovanni Theodoli dell'Unione petrolifera Italiana, accusata di aver creato con l'OPEC il caro benzina per speculare sui bisogni dei lavoratori. Nel mese di maggio del 1976, le Formazioni Comuniste fanno deflagrare un ordigno di fronte alla cineteca Rai di via Teulada a Roma per protestare contro la tv di stato che viene accusata di essere una tv che fa disinformazione sui ceti proletari per favorire del regime democristiano, e che viene prezzolata dalle banche e dal capitalismo per fare propaganda contro il movimento dei lavoratori. Dopo un anno di silenzio, le Formazioni Comuniste realizzano un attentato contro la caserma dei carabinieri di piazza del Popolo a Roma, lasciando dei volantini in cui accusano i carabinieri di essere al servizio della borghesia capitalista e dello stato italiano. Tra i membri più famosi delle Formazioni Comunisti, i più noti sono Valerio Morucci e Adriana Faranda, poi confluiti nelle Brigate Rosse.

## lo scioglimento
Dopo due anni di azioni armate le Formazioni Comuniste si scissero in tre gruppi i quali alcuni aderirono alle Brigate Rosse, altri aderirono ai Comitati Comunisti Rivoluzionari, mentre altri si unirono alle Unità Comuniste Combattenti